# Capurodendron tampinense
Capurodendron tampinense är en tvåhjärtbladig växtart som först beskrevs av Paul Lecomte, och fick sitt nu gällande namn av André Aubréville. Capurodendron tampinense ingår i släktet Capurodendron och familjen Sapotaceae.

## Underarter
Arten delas in i följande underarter:
- C. t. analamazaotrense
- C. t. tampinense